# فرسنو دي رودايلا
بلدية فرسنو دي رودايلا (بالإسبانية: Fresno de Rodilla)‏, هي إحدى بلديات مقاطعة برغش, التي تقع في منطقة قشتالة وليون, والتي تقع في شمال غرب إسبانيا.
يبلغ عدد سكانها 48 نسمة وفقاً لإحصائية سنة (2002).